# 拉拉馬特區
14°41′38″S 74°07′27″W / 14.69389°S 74.12417°W
拉拉馬特區（西班牙語：Distrito de Laramate），是秘魯的一個區，位於該國中南部阿亞庫喬大區的盧卡納斯省，面積785.9平方公里，海拔高度3,060米，2005年人口2,906，人口密度每平方公里3.7人。